# 谷放冰
谷放冰（1977年—），女性配音演员，配音导演。

## 生平
1977年出生于江西景德镇，原籍为山东威海，现居北京。代表作有电视剧《爱上狮子座》郝丽人、《剑侠情缘之藏剑山庄》小七，动画片《淮南子传奇》鸿烈、《阿特的奇幻之旅》阿特，电影《当幸福来敲门》克里斯托弗等。   
其声线多变，音域广，不论从懵懂无知的少年，到牙牙学语的孩提；还是从冰冷少情的家族掌门，到俏皮可爱的都市丽人，她都可以演绎的淋漓尽致。
从最初的电台主播，再到如今的配音演员、配音导演。她历经一路的艰辛，尽管如此，但是她依然没有放弃，仍就坚持着自己的梦想，坚持着自己的道路。
岁月鎏声的主要成员之一，并开设配音培训班，竭力培养下一批优秀的配音新人。

## 译制片导演作品

### SONY公司影片
《魔鬼同行》 梅根
《当幸福来敲门》 克里斯托弗
《阿基拉和拼字比赛》 阿基拉
《捉放爱》 Maureen
《机械暴劫》
《忏悔者》
《小鬼上路2》
《完美陌生人》
《失踪疑云》
《从心开始》
《美好的一天》
《隐形追凶》
《正义法则》
《都市正义》
《恋爱宇宙》
《蓝烟》
《阴谋》
《蒙大拿天空》
《刺杀据点》
《决胜21点》
《新郎不是我》
《今年圣诞节》
《湖畔疑云》
《蓝调倾情》
《天使与魔鬼》
《精心迷情》
《元年》
《重见天日》
《第九区》
《朱莉与茱莉亚》 茱莉亚
《好运之人》
《赏金猎手》
《成长教育》
《The search for Santa Paws》

### Disney公司影片
《原凶毕露》
《圣诞老人3》
《球星奶爸》
《超能狗》
《老爸夏令营》
《太空小英雄》
《贝弗利山吉娃娃》
《贝弗利山吉娃娃2》
《睡前故事》
《魔鬼山历险记》
《圣诞小英雄》
《天伦之旅》
《冰上圆舞曲》
《富贵吉娃娃》
《幽灵小英雄》
《毕业舞会》
《珍宝小英雄》
《科学怪狗》

### FOX公司影片
《虎胆龙威3》
《鼠来宝》
《加菲猫之现实世界历险记》
《大吉利公司》
《霍顿奇遇记》
《地球停转之日》
《雨人》
《马克思佩恩》
《X档案：我要相信》
《街头之王》
《夜行战警》

### BBC公司影片
《驯鹿洛比：传说中的失落部族》
《印尼野生篇》

### 弘艺公司影片
《新哈姆雷特》
《天使之恋》
《乱世佳人》

## 电视连续剧作品
（因年份久远，且作品过多，以下多为2012年作品）
《嘉庆游台湾》
《等到胜利的那一天》
《剑侠情缘之藏剑山庄》 小七
《警察日记》
《匪娘》
《女婿难当》
《雪狼谷》
《借问英雄何处》
《铁道游击队2》
《黑夜天使》
《智取华山》
《人生》
《爱上狮子座》 郝丽人
《上海滩之生死较量》
《特警突击队》
《花灯满城》

## 动画片作品
《憨八龟第一部：我来自它星》
《憨八龟第二部：拯救王子》
《太空堡垒之暗影编年》
《青蛙军曹剧场版第一部：蓝星侵略》
《青蛙军曹剧场版第二部：深海公主》
《阿特的奇幻之旅》 阿特
《虫虫计划》
《Q版三国》
《走进大运》
《淮南子传奇》 鸿烈
《功夫龙》

## 游戏作品
《仙剑奇侠传五》 欧阳慧
《仙剑奇侠传五 前传》 欧阳慧
《仙剑奇侠传六》 聆夜
《三国杀》
《QQ仙侠》
《QQ飞车》

## 泰剧作品
《花环夫人》
《路边新娘》

## 参与配音作品
《八千湘女上天生》
《爱情睡醒了》
《鸳鸯配》
《陀螺战士》
《三毛漫游记》